# Ludvik Čarni
Ludvik Čarni, slovenski sociolog, zgodovinar, urednik in univerzitetni profesor, * 5. november 1931, Ivanovci, † 11. avgust 1996, Ljubljana.

## Življenje in delo
Osnovno šolo je obiskoval v rodnih Ivanovcih, gimnazijo pa v Murski Soboti in na Ptuju, kjer je junija 1953 tudi maturiral. Njegov gimnazijski sošolec je bil Aleksander Skaza. Diplomiral je iz zgodovine na ljubljanski Filozofski fakulteti septembra 1959 ter nadaljeval 2-letni podiplomski in raziskovalni študij (smer obča sociologija) na tedaj ustanovljenem Inštitutu za sociologijo pri Univerzi v Ljubljani (gl. Kroflič, 1999), ki ga je zaključil 1961. Na Inštitutu je bil l. 1960 izvoljen v naziv asistenta za občo sociologijo in leto za tem še na novoustanovljenem Oddelku za sociologijo na Filozofski fakulteti Univerze v Ljubljani (gl. Lešnik, 2011), kjer se je redno zaposlil še istega leta. V letih 1961–1964 je na Oddelku (kot asistent in predavatelj s pedagoškimi obveznostmi) skrbel tudi za vsa tajniška, administrativna, organizacijska in knjižničarska dela. Še posebno skrb je posvetil zbiranju knjig in snovanju knjižnice; brez dvoma mu lahko pripišemo zasluge za ustanovitev oddelčne knjižnice (Cindrič, 1998, str. 18). V študijskem letu 1965/66 je bil na strokovnem izpopolnjevanju na državni univerzi v Leningradu (Sankt Peterburg), kjer je študiral teorijo družbenega razvoja, in še posebej azijski produkcijski način. Doktorsko disertacijo, z naslovom Marksistična periodizacija družbenega razvoja (mentor Boris Ziherl), je zagovarjal leta 1975 in bil promoviran za doktorja socioloških znanosti; v knjižni obliki je izšla pod naslovom Teorija formacij družbe (1979) in je ponatisnjena v njegovih Izbranih spisih (Čarni, 2012, str. 101–229). Leta 1975 je bil izvoljen za docenta, 1983 za izrednega in 1989 za rednega profesorja za občo sociologijo. Od 1962 do prezgodnje smrti (1996) je na Oddelku predaval Občo sociologijo I (Teorija družbenega razvoja) ter v zadnjem obdobju tudi Zgodovino sociološke misli na Slovenskem.
V ospredju njegovega znanstvenoraziskovalnega zanimanja je bila teorija družbenega razvoja. V knjigi Teorija formacij družbe si je prizadeval natančneje opredeliti marksistična načela delitve razvoja človeške družbe; pri tem je posvetil posebno pozornost azijskemu produkcijskemu načinu (Kerševan, 1988). Bil je prvi sociolog na Slovenskem, ki se je ukvarjal s to problematiko. »Čarni je gotovo naš najboljši poznavalec periodizacijskih razpravljanj v marksističnem gledanju na zgodovino« (Melik, 1991, str. 654). Nadalje se je posvečal temam, ki so na presečišču sociološke in zgodovinske znanosti (historična sociologija) ter zgodovini sociološke misli na Slovenskem: Boris Ziherl, 1986; Aleš Ušeničnik, 1987; Janez Evangelist Krek, 1989; Vladimir Knaflič, 1991; Ferdo Kočevar, 1992; Etbin Kristan, 1993 (gl. Čarni, 2012, str. 237–309). »V Čarnijevih delih se zrcali simbioza zgodovinarja in sociologa. Obe znanstveni disciplini se uspešno dopolnjujeta v njegovih znanstvenih in publicističnih delih, in v tem kontekstu predstavlja njegovo delo izviren in pomemben prispevek k sociološki znanosti na Slovenskem« (Britovšek, v Čarni, 2012, str. 9).
Čarni je bil mdr. član uredništva in prvi odgovorni urednik revije Anthropos (1969–1975), član uredniškega odbora zbornika Slovenski študenti v boju za narodno in socialno osvoboditev 1919–1941 (1987) ter predstojnik Oddelka za sociologijo FF (1980–1984). Prejel je veliko priznanje Filozofske fakultete Univerze v Ljubljani za pomemben prispevek k razvoju in ugledu svoje stroke ter k splošnemu napredovanju Filozofske fakultete (1992) ter državno odlikovanje red dela z zlatim vencem (1988). 
Posthumno mu je bil posvečen zbornik mednarodnih družboslovnih in humanističnih razprav: Čarnijev zbornik (1931-1996) / A Festschrift for Ludvik Čarni (ur. Cindrič, 1998). Leta 2012 so izšli njegovi Izbrani spisi z glavnim naslovom Obča in historična sociologija – Izvori sociološke misli na Slovenskem, opremljeni s spremnimi besedili Avgusta Lešnika (ki jih je tudi izbral in uredil), Vasilija Melika in Marjana Britovška (Prof. Ludvik Čarni, str. 7–9), Aleksandra Skaze in Slavka Kremenška (Spominska zapisa o Ludviku Čarniju, str. 13–19), Draga Braca Rotarja (Sociologija Ludvika Čarnija: področje, institucija, disciplina, str. 23–24), Borisa Ziherla, Antona Žuna, Boga Grafenauerja in Marjana Britovška (Prispevek Ludvika Čarnija k marksistični periodizaciji družbenega razvoja, str. 97–100) in Mace Jogan (Prispevek Ludvika Čarnija k zgodovini sociološke misli na Slovenskem, str. 233–236).
Poročen je bil z Marijo Oblak Čarni (1932–2020), zgodovinarko in arhivistko ter dolgoletno direktorico Arhiva Slovenije.

## Izbrana bibliografija
- O razmerju med zgodovino in sociologijo (1969) (COBISS)
- O marksistični delitvi razvoja človeške družbe (1976) (COBISS)
- Teorija formacij družbe (1979) (COBISS)
- Pogledi na (slovensko) etnologijo (1979) (COBISS)
- Obča in historična sociologija – Izvori sociološke misli na Slovenskem. Izbrani spisi (ur. Avgust Lešnik) (2012) (COBISS)